# Замок Рожмберк
Замок Рожмберк (нім. Rosenberg) — замок, розташований у Південній Чехії поблизу Рожмберка-над-Влтавою в Чехії. Вважається одним із найстаріших замків Богемії, він стоїть на мисі, вирізаному з трьох сторін біля річки Влтави. Вперше згадується в 1253 році в документі, підписаному Воком «фон Розенбергом». Його вважають колискою дому Рожмберкових, відомого також як «Володарі Троянди», історичної чеської аристократичної родини.

## Історія
Замок Рожмберк був заснований у першій половині XIII століття Вітеком-молодшим з Прчиць, або його сином Воком з Прчиць, членом могутньої родини Вітковичів, який пізніше назвав себе Вок Рожмберк (Vok de Rosenberch) після цього замку. Оригінальний замок, відомий як Горні Град (Верхній замок), складався з високої вежі, відомої як Якобінка, діаметром 9,6 метрів, з оббитими валами та палацом. Споруда була повністю оточена замковими стінами з ровом. За короткий час у барбакані виросло місто-приток. Замок став адміністративним та економічним центром земель родини, частину яких Вок віддав новоствореному цистерціанському монастирю у Вишші-Броді. У 1302 році, коли молодша, Крумловська гілка роду Вітковичів згасла Рожмберки успадкували Чеський Крумлов, і вони оселилися там назавжди. Після 1330 р. Індржих з Рожмберка побудував Дольний град (Нижній замок), який захищався валами, розміщеними над ровом, прорізаним через шийку скелі.
У 1420 р. Ольдріх II Рожмберк (1403—1462), батько Перхти Рожмберкської, Білої Дами, був змушений закласти замок лордам Вальзе з Австрії, щоб отримати гроші для фінансування армії, яку він виводив проти гуситського руху. Позика була виплачена. Зображення Перхти на замку Рожмберк містить таємничий напис енохіанським сценарієм, який в його особистих журналах вже згадували рудольфські окультисти Джон Ді та Едвард Келлі. У 1465 році замок був знову закладений родині Лобковичів. Ця позика теж була виплачена. Старий (Горні) град (Старий або Верхній замок) згорів у 1522 році і так і не був відбудований.
У 1600 році Петер Вок з Рожмберку заповів замок та його маєтки своєму племіннику Йогану Зрінському із Серина (1565—1612), сину Ніколи Шубич-Зринського. Зринський відбудував Нижній замок у стилі ренесансу. Коли він помер у 1612 році, маєтки успадкували Швамберки, родичі Рожмберків. Але незабаром вони втратили замок, оскільки всі їхні маєтки були конфісковані після битви на Білій горі імператором Фердинандом II, який віддав його командувачу імператорської армії Шарлю Бонавентуру де Лонгуевалю, графу Букуа, який зіграв важливу роль у придушення повстання чеських станів. Букуа, основна резиденція яких була в Нових Градах, відремонтували та змінили своє сімейне місце (1840–57), переробивши будівлю в стилі романтичної неоготики та зберігши її до 1945 року, коли вона була націоналізована після закінчення Другої світової війни.

## Архітектура
Замок був відкритий для відвідувачів у середині XIX століття як один з перших музеїв Богемії. Традиція Розмберка представлена ренесансною декоративною обробкою зовнішніх фасадів сграффіто та красивими розписними прикрасами інтер'єрів.
Готична фортеця була змінена в епоху Відродження, а потім у XIX столітті в період «готичної пристрасті Тюдорів». Останні власники замку, родина Букуї (які були чеськими дворянами французького походження), перетворили його на музей, відкритий для громадськості, один з перших музеїв у богемській землі. Головний палац з архітектурними особливостями декількох історичних стилів приховує унікальну колекцію барокових меблів та картин, а також чудовий Зал Ренесансу із знаменитою «музичною нішею» у так званому Лицарському залі. Повідомлення «Кохання зникає, кольори зникають» було виявлено в 2004 році, висічене на стіні в Лицарському залі. Це було зроблено іспанськими солдатами в 17 столітті.
Інтер'єри, переважно відремонтовані в неоготичному стилі, обставлені цінними предметами меблів, деякі з яких мають на замовлення для музею різьблення по дереву. З моменту завершення реконструкції у романтичному стилі замок не змінився ні в стилі, ні в меблях. Картинна галерея замку містить кілька цінних чеських та європейських картин  художників епохи пізнього Відродження та бароко, таких як Бартоломеус Шпрангер, Карел Шкрета, Ян Купецький та Норберт Грунд. Серед них картина Перхти, «Біла дама» Рожмберка, одного з найвідоміших привидів Богемії. Нібито вона кілька разів з'являлася протягом століть після смерті. Місцева легенда свідчить, що якщо хтось зрозуміє, що написано таємними знаками на малюнку, це звільнить її і знайде срібний скарб.
Озброєння містить унікальну колекцію ножової та ріжучої зброї, вогнепальної зброї, військових реліквій та геральдичних емблем. Картинна галерея наповнена чудовими картинами ще з епохи Відродження. Бронзова скульптура слона на подвір'ї — це копія, зроблена у 2003 році. Оригінальний слон 1916 року був викрадений у первісних власників нацистами і привезений до замку. Скульптура була встановлена і залишалася загубленою протягом 50 років, стоячи  у дворі. Власники знайшли слона, і його повернули їм, щоб згладити провину за Голокост. Зараз слон повернувся додому у Швейцарію, і копія стоїть на своєму місці, щоб порадувати відвідувачів.